# Ettenbostel
Ettenbostel è una località del territorio extracomunale di Osterheide, nel land della Bassa Sassonia, in Germania.

## Storia
Costituiva un comune autonomo nel circondario di Fallingbostel. Nel 1935 la Wehrmacht decise di stabilire nella zona una vasta area di addestramento militare (Platz Bergen), pertanto la sua popolazione fu trasferita e il comune dissolto il 1º agosto 1938.